# Tramagal
Tramagal ist eine Kleinstadt (Vila) in Portugal.

## Geschichte
Seit dem 24. Juni 1754 ist der Ort Sitz einer eigenständigen Gemeinde. Er nahm einigen Aufschwung, nachdem Eduardo Duarte Ferreira (1856–1948) hier seine florierende Eisenwerkstatt 1920 zur Maschinenfabrik ausbaute, die Grande Fábrica de Metalúrgica mit anfangs 250 Arbeitern, später Fábrica de Máquinas Agrícolas do Tramagal. Die Fabrikation von Fahrzeugen für das Militär im Portugiesischen Kolonialkrieg ab 1961 ließ die Zahl der Arbeiter auf weit über 3000 anwachsen. Nach der Nelkenrevolution 1974 und dem folgenden Ende des Kolonialkriegs begann der Niedergang der Fabrik. Sie produzierte zwischenzeitlich Automobile für die portugiesische Marke Portaro und konnte so ihr Bestehen sichern. In Folge der Marktöffnung nach dem EU-Beitritt Portugals 1986 geriet die Fabrik jedoch zunehmend in ernste Schwierigkeiten und wurde 1995 aufgelöst.
Am 3. Juli 1986 wurde Tramagal zur Kleinstadt erhoben.

## Verwaltung
Tramagal ist Sitz einer gleichnamigen Gemeinde (Freguesia) im Kreis (Concelho) von Abrantes, im Distrikt Santarém. Die Gemeinde besitzt eine Fläche von 24,1 km² und hat 2836 Einwohner (Stand 19. April 2021).
In der Gemeinde liegen zwei Ortschaften:
- Crucifixo
- Tramagal

## Wirtschaft
Das zu Daimler Trucks gehörende Lkw-Werk von Mitsubishi Fuso Truck Europe ist der größte Arbeitgeber in der Gemeinde. Das Werk ging aus der Fábrica de Máquinas Agrícolas do Tramagal hervor, das u. a. Landwirtschaftliche Maschinen und Automobile für die portugiesische Marke Portaro produzierte.